# Mix FM João Pessoa
Mix FM João Pessoa, também conhecida como Mix Jampa, é uma estação de rádio brasileira sediada em João Pessoa, Paraíba. Opera na frequência 93,7 MHz FM, e é afiliada a Mix FM retransmite a programação da Rede Mix FM, gerada em São Paulo além de exibir programas locais.

## História
A Mix FM João Pessoa, é a primeira emissora fora do Estado de São Paulo a se afiliar com a Rede Mix FM, começou a transmitir em João Pessoa em 20 de janeiro de 2005. Com uma programação voltada para o público jovem e muito bem mesclada entre a programação local e rede.
Em João Pessoa a Mix FM tem como locutores Tayana Keller, Abnny Caetano e Ylson Borges. Lamark Alves como diretor artístico e Jorge Alberto como diretor comercial. A Mix Jampa - como é chamada na cidade - ficou em pesquisa do IBOPE referente a 2009 em terceiro lugar geral e lider á tarde e noite das 12 às 00 hora (número total de ouvintes). A Mix FM passa 6 horas na frente de todas as outras rádios. Liderando nos carros e nas classes A e B. Ocorre atualmente um empate técnico pelo segundo lugar com 800 ouvintes a menos. Em 2015 a rádio chegou a ser segundo lugar geral no IBOPE  e em diversos horários primeiro lugar desbancando grandes rádios populares e sendo a afiliada da Rede Mix mais bem posicionada no ibope nos últimos anos.